# Wernloch
Koordinaten: 49° 21′ 50″ N, 11° 8′ 2″ O

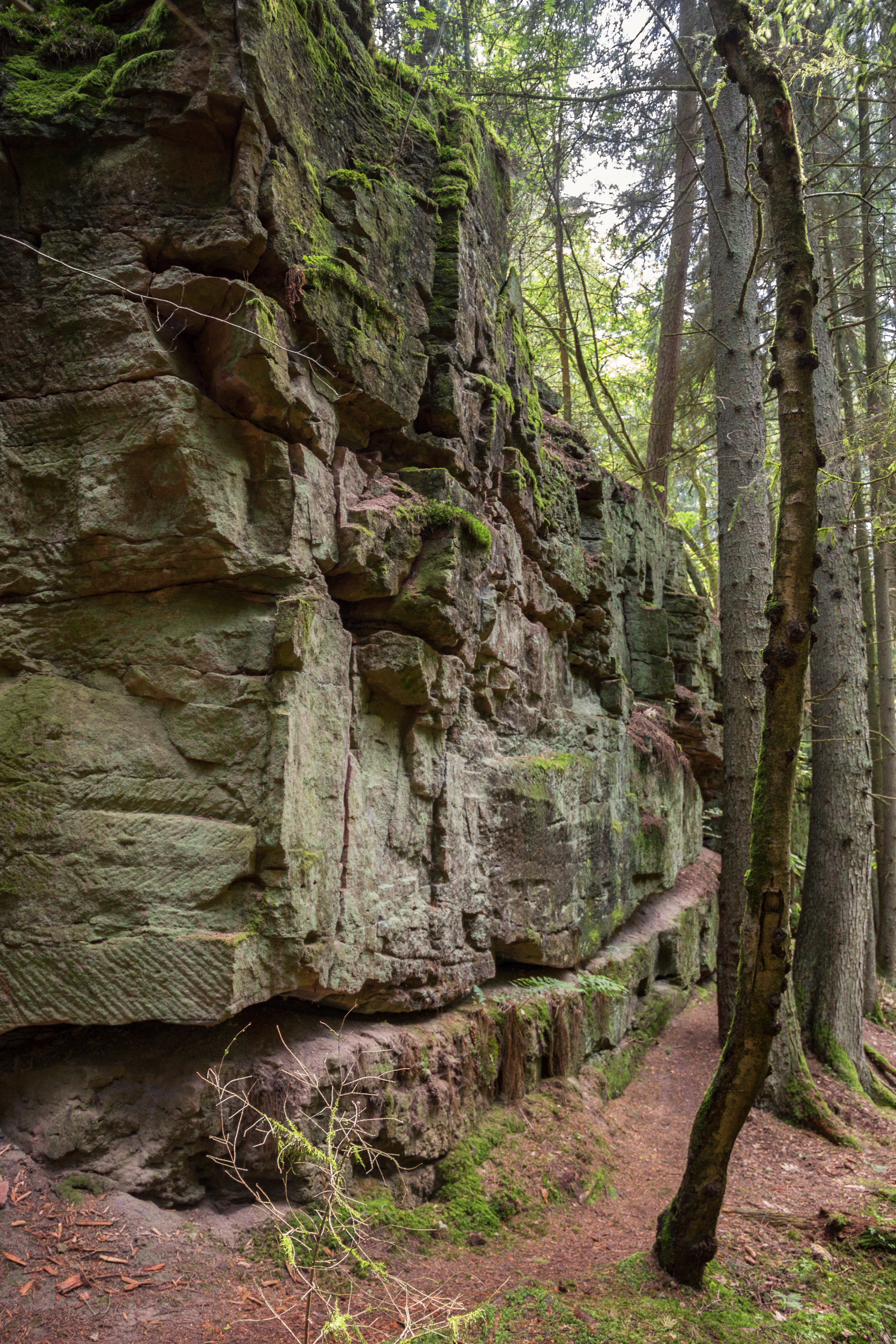
Der Steinbruch

Das Wernloch bezeichnet mehrere aufgelassene Steinbrüche und Gewässer nahe dem Markt Wendelstein im mittelfränkischen Landkreis Roth in Bayern.

## Lage
Das Wernloch liegt etwa 1 Kilometer nordwestlich von Wendelstein, 10 km südlich von Nürnberg, 10 km östlich von Schwabach und 5 km westlich von Feucht am Höhenzug Steinberge im Forst Oberer Herrenschacht auf einer Höhe von 350 bis 390 Metern über Normalnull. Der aufgelassene Ludwig-Donau-Main-Kanal führt in nur 500 Meter Entfernung südlich vorbei.

## Geschichte
Zum Bau der mittelalterlichen Reichsstadt Nürnberg wurde zwischen Wendelstein und Worzeldorf über Jahrhunderte hinweg Sandstein abgebaut. Im beginnenden 2. Jahrtausend war dies die regional modernste Bauform und löste die herkömmliche Lehmziegelbauweise allmählich ab. Steinbrucharbeit war damals hauptsächlich Winterarbeit, denn die Bauern und ihre Ochsen hatten auf den Feldern monatelang nichts zu tun. In diesen Steinbrüchen wurde ein durch Eisen(III)-oxid rötlich pigmentierter gebundener Burgsandstein sowie ein besonders harter, quarzig gebundener hellgrauer bis gelblicher Sandstein, der sogenannte Wendelsteiner Quarzit, gewonnen. Der Wendelsteiner Quarzit wurde wegen seiner Widerstandsfähigkeit für Mühlsteine, Wasserbauten des Ludwigskanals, Türme, Stadtmauern und auch als Straßenpflaster verwendet. Aus dem einfachen Stein wurden zahlreiche bedeutende Nürnberger Bauwerke wie Stadttheater, das Künstlerhaus, die Sebalduskirche und der Justizpalast (Nürnberg) errichtet. Aus dem Wernloch wurde der Buntsandstein sehr kräftesparend auf der Schwarzach nach Schwabach und der Rednitz bis nach Fürth geflößt, teils auf minderwertigem Brennholz, teils gegen gesonderte Berechnung auch auf hochwertigen Bauhölzern. Die hierfür benötigten Seile und Stricke mussten umgehend zurückgegeben, die Flößer gesondert bezahlt werden.
Die Wendelsteiner Mühlsteine wurden ihrer Qualität wegen aber auch über die Europäische Hauptwasserscheide hinweg bis ins Altmühl- und Donautal und dann weiter nach Ungarn und in die Türkei exportiert.
Das Wernloch wird im Zusammenhang mit Steinbruchrechten urkundlich 1236 erstmals erwähnt. Der gesamte Höhenzug zwischen Wendelstein und Worzeldorf wurde früher „Moofsersberg“ genannt und wird als solcher 1343 das erste Mal urkundlich erwähnt, war aber vermutlich im frühen 11. Jahrhundert bereits regelmäßig bewirtschaftet. Er besteht (von Nord nach Süd) aus: Knauersberg (353 m), Worzeldorfer Berg (387 m), Glasersberg (373 m), Steinberg (393 m) und Fischleinsberg (366 m). Im Mittelalter war er in Reichsbesitz und wurde als Reichslehen für besondere Verdienste an Reichsbeamte, die sogenannten Butigler, verliehen. Die Nürnberger Butigler übten niedere königliche Rechte aus und hatten die Oberaufsicht über den Reichswald. Auch die Rieter von Kornburg und die von Seckendorff waren Besitzer, jedoch hatte die Reichsstadt Nürnberg das Recht, sowohl vorrangig beliefert zu werden, als auch bei übersteigendem Bedarf dort selbst Steine zu brechen. Der Kornpergstein war damals der vorschriftsmäßige und einzig zulässige Baustoff für Wasserbauten. 1449 war dieses Vorrecht allerdings einer der Kriegsgründe, die der Markgraf Albrecht Achilles gegen die Stadt Nürnberg vorbrachte.
Nach den Wirren der Markgrafenkriege wurde die Steinbrecherei immer mehr zum handwerklichen Haupterwerb. Alleine im Jahre 1595 wurden aus mehreren Brüchen rund 50.000 Steine nach Nürnberg geliefert.
Von 1471 bis 1806 waren die Steinbrüche fortwährend im Besitz der Nürnberger Patrizier. Aus dem 18. Jahrhundert ist unter Andern Wilhelm Jegel als einer der Besitzer überliefert.
Die einzelnen Brüche wurden beispielsweise „Sonnengrub“ (1789 nach Wassereinbruch aufgegeben), „Hohlsteiner Bruch“, „Steinbruck Glasersberg“, „Schnöckengruben“, „Waßerloch“ und „Neugrub“ genannt. Die ältesten, bereits im 15. Jahrhundert aufgegebenen Gruben am südlichen Kornberg, waren das Waßerloch und der Eisenhut. Das Hintere und das Vordere Wernloch wurden bis ins frühe 19. Jahrhundert betrieben. Der südöstliche Fischelsberg wurde ebenfalls angegraben, aber schon nicht mehr so intensiv und deutlich erkennbar ausgebeutet.
Die Steine wurden zunächst in mühseliger Handarbeit und mit Hilfe von primitiven Werkzeugen wie zweispitzigen Hacken (Zwiespitz oder Bikkel) gewonnen. Große Quader wurden mittels Frostsprengung oder gezielter Abgrabung der Störungslinien im Fels und Keilung aus der Wand gelöst und in kleinere Blöcke zerlegt. Überliefert ist auch der sogenannte Badpfeng (Bade-Pfennig). Das heißt, dass die Steinbrucharbeiter zusätzlich zum regulären Lohn den abendlichen Besuch des örtlichen Badhaus Wendelstein bezahlt bekamen, um anschließend von Staub und Schweiß der täglichen Plackerei befreit, zu ihren Familien zurückkehren zu können. Es war sozusagen ein mittelalterlicher Vorläufer der Schmutz- und Erschwerniszulage.
Zum Abtransport wurden möglichst flache, leicht abschüssige Wege mit Viehkehren durch die Wälder angelegt. Auf den historischen Karten sind noch ein halbes Dutzend erkennbar. Gepflasterte Strecken zeugen noch heute von diesen Transportwegen. Bei Dauerfrost wurden dort mit Schnee und Wasser sogenannte Eisversiegelungen geschaffen, auf denen die grob zugerichteten Blöcke relativ kräfteschonend bergab aus dem Steinbruch geschafft wurden. Die damals übliche Blockgröße betrug 3  × 1,5 × 1,5 Fuß, eine Größe, die ein Ochse auch ohne Fuhrwerk noch bequem ziehen konnte. Dabei schliffen sich zugleich die Bruchflächen plan. Nur die sogenannten Buckelquader wurden auf einer oder mehreren Seiten nicht geschliffen. Bei dringendem Bedarf mussten die Bruchkanten allerdings auch mittels harter Werksteine und Wasser außerhalb der Frostzeiten zugerichtet werden. Der Weitertransport erfolgte zunächst auf Flößen, Schlitten, Rollen oder mittels Fuhrwerken. Sofern die Steinbruchsbetreiber selbst per Pferde- oder Ochsenkarren anliefern mussten, kosteten die Steine dann, (frei Stadtmauer) üblicherweise etwas mehr als das Doppelte des Grundpreises. Zur Unterhaltung der Brücken und Landstraßen für den Transport waren die jeweiligen Abnehmerstädte (hauptsächlich Nürnberg, Schwabach, Feucht und Roth) verpflichtet. Im 15. Jahrhundert kam vermehrt die Verwendung von Sprengpulver auf. Mit dem Beginn der Frühindustrialisierung wurden die händigen Brech- und Zurichtearbeiten zunehmend zugunsten mit Dampfmaschinen betriebener Gesteinssägen aufgegeben. Noch etwas später wurden auch der von 1836 bis 1846 erbaute Ludwig-Donau-Main-Kanal, der unterhalb des Bergrückens vorbeiführt, sowie die Lokalbahn Wendelstein–Feucht zum Abtransport genutzt. Im späten 18. Jahrhundert zogen die Betreiber der beiden Wernlöcher mitsamt der damals modernen Technik größtenteils in das einige Kilometer weiter südwestlich gelegene und wesentlich ergiebigere Abbruchgebiet der Steinbrüche bei Wernsbach/Mauk um. Für den Steinbruch bestand am Ludwigskanal ehemals eine eigene Werkslände, die in den 1910er Jahren aufgelassen wurde.

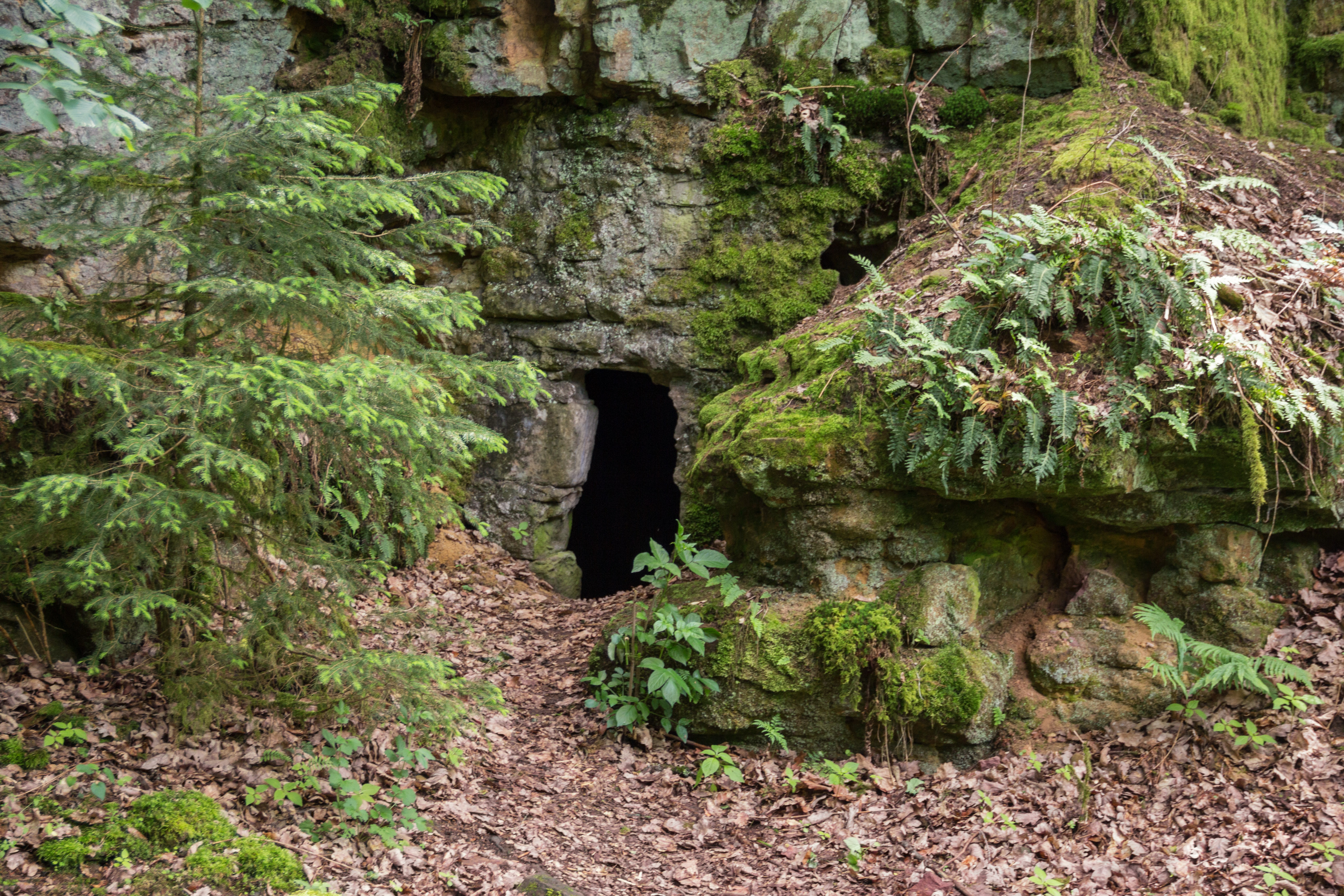
Eine Felskammer

Die Gruben waren zwar teilweise noch bis zum Zweiten Weltkrieg in Betrieb, wegen der durch industriezeitlich bedingten sinkenden Preise für Sandstein als Baustoff wurden die Brüche aber allmählich aufgegeben. Einzig der Hohlsteiner Bruch bei Worzeldorf wird noch heute im jeweils zweijährigen Turnus für den Reparaturbedarf bewirtschaftet.
Ein früher kaum beachteter Nebenfund im Wernloch ist ein weltweit einzigartiges Mineral der Schwerspatgruppe, der sogenannte blaue Baryt.

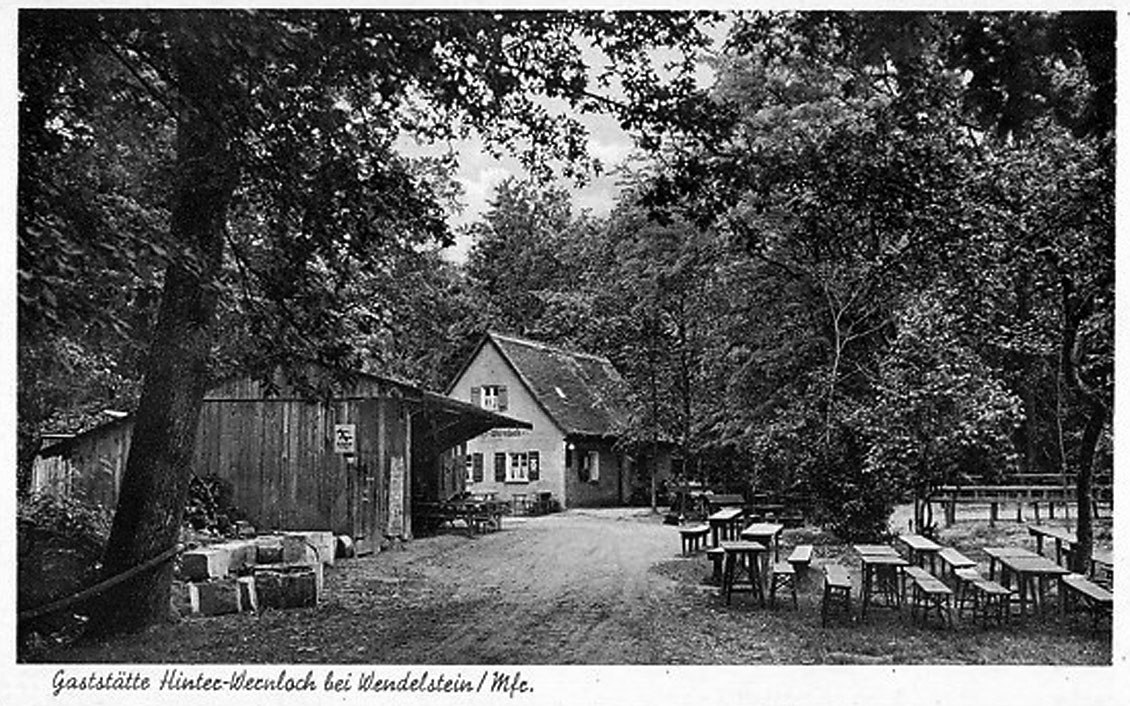
Ehemalige Gaststätte um 1930

Im Vorderen Wernloch gab es bis in die 1960er Jahre das beliebte Ausflugsziel der Gaststätte Hinterwernloch. Dort fand alljährlich zu Pfingsten die Steinberg-Kirchweih statt. Aufgrund der wahrhaft „steinzeitlichen“ sanitären Bedingungen dort, wie beispielsweise fehlender Kanalisation und in der Ermangelung fließenden Wassers, Trinkwasserbrunnen etc. wurde die Bewirtschaftung dann, dem gestiegenen Hygienebewusstsein der Bevölkerung Rechnung tragend, bald aufgegeben. Die ehemaligen Betreiber errichteten daraufhin ersatzweise am Hauptzugangsweg zu dem Gelände, beim alten Kanalhafen in Wendelstein, einen den Witterungsbedingungen jeweils saisonal angepassten Kioskbetrieb mit unregelmäßigen Öffnungszeiten für die Ausflügler. Dieser erhielt von der Bevölkerung der Einfachheit halber die regional häufig verwendete Bezeichnung Sandler-Eck und wurde von Wanderern, Radlern, Schlittschuhfahrern und sonstigen Wintersportlern sowie einer kleinen Gruppe Ortsansässiger gerne als Treffpunkt wahrgenommen. Anfang der 1990er Jahre wurde direkt vis-a-vis auf dem ehemaligen Hafengelände eine damals recht moderne Einrichtung der Altenpflege mit Tagescafé errichtet, und auch der Kiosk aufgegeben und abgerissen.
Die Natur eroberte sich ihr Terrain wieder zurück, das sich zu einem Naherholungsgebiet entwickelte. Das Areal ist heute vom Bayerischen Landesamt für Denkmalpflege als Bodendenkmal D-5-6632-0183 ausgewiesen. Das verwilderte Areal wird insbesondere zum Mountain-Biken und zum Klettern an den teilweise 25–30 Meter steil aufragenden Bruchkanten benutzt.

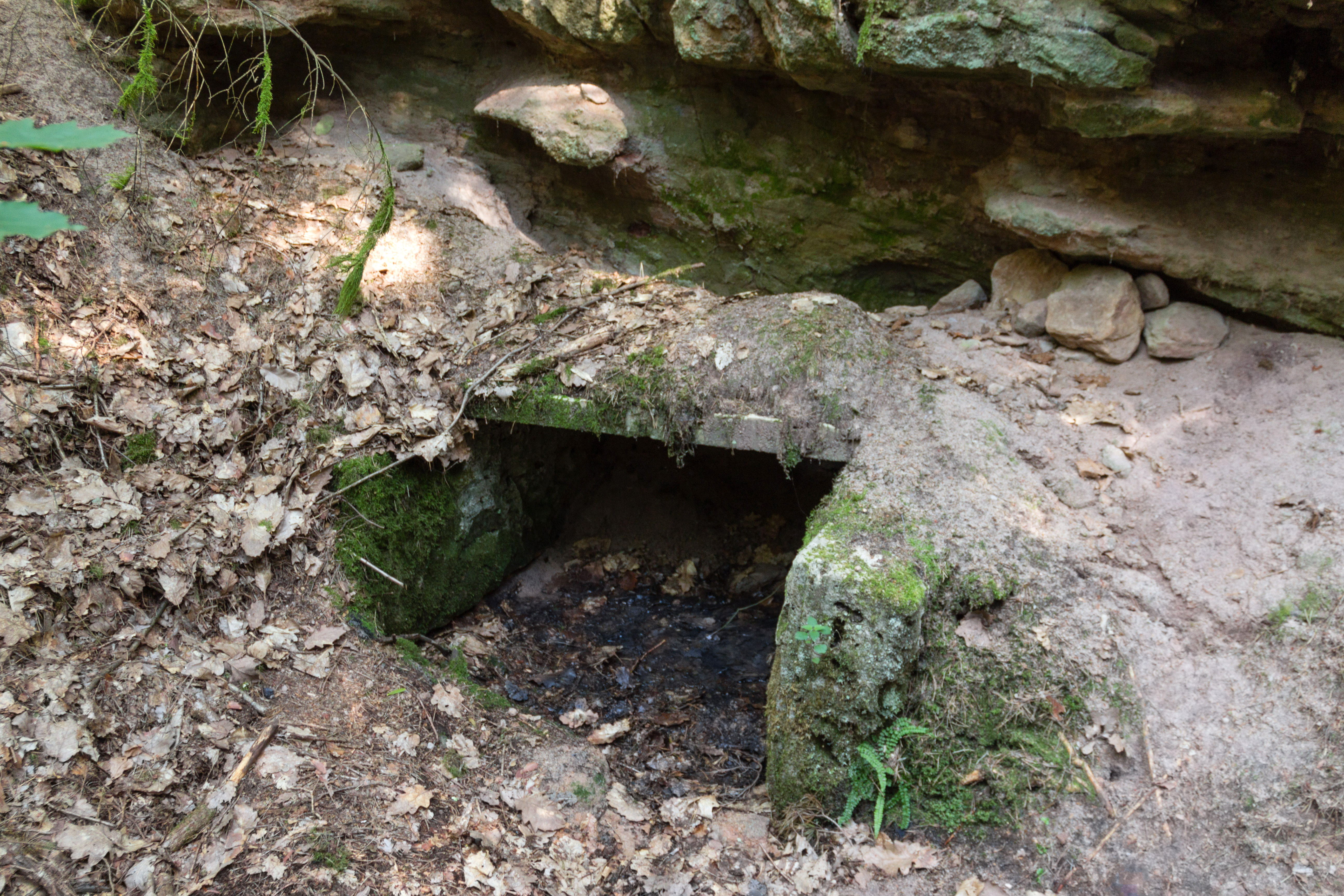
Gefasste Quelle am Wernloch

Am südwestlichen Ausläufer der Steinbrüche befindet sich eine gering schüttende Schichtquelle. Die Quelle ist eingefasst und diente wahrscheinlich der Trinkwasserversorgung der Arbeiter.

## Flora und Fauna

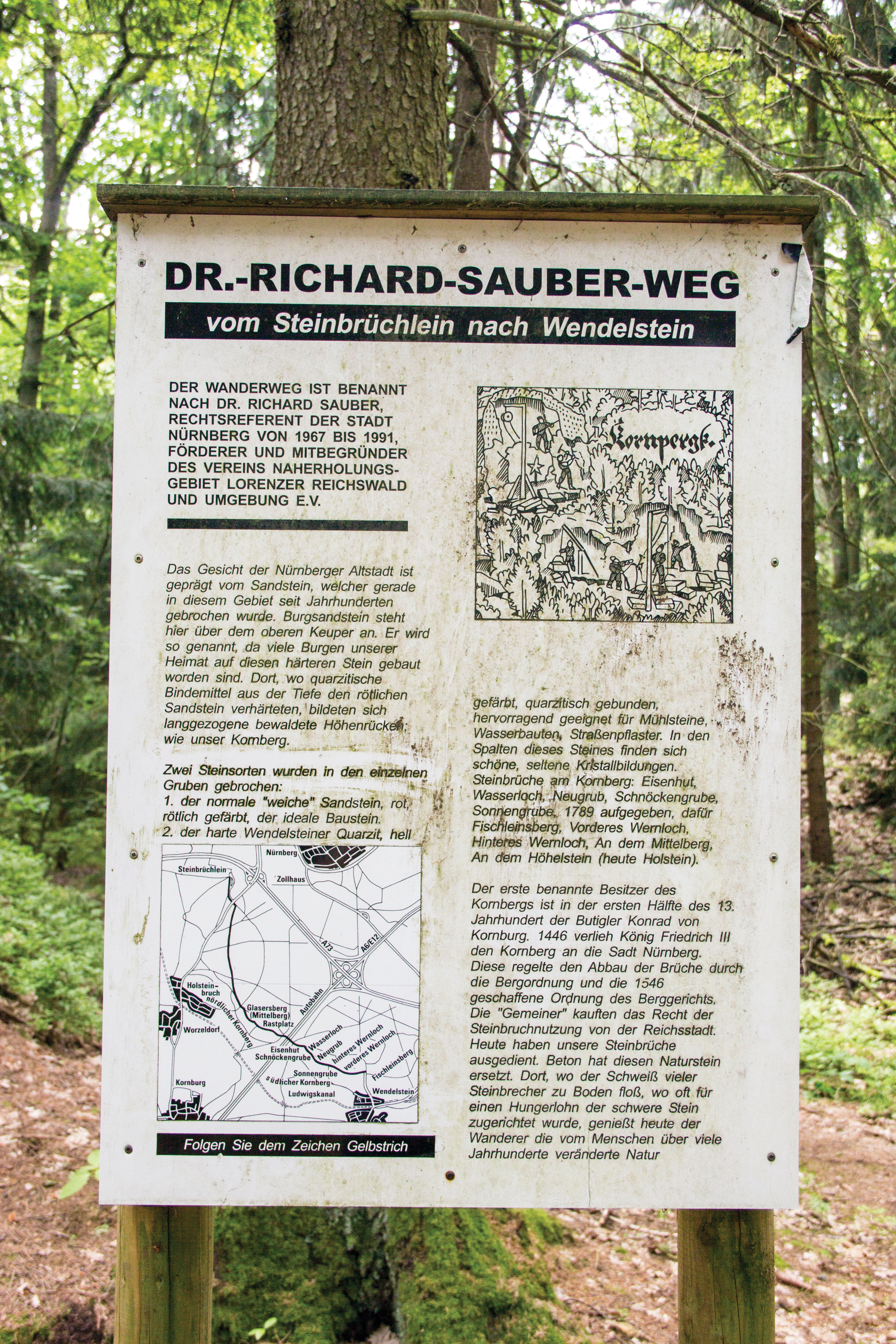
Infoschild

Im Zentrum der aufgelassenen Gruben bildeten sich drei kleinere Seen mit einer Gesamtfläche von etwa 0,6 Hektar. Es handelt sich hierbei um sogenannte Himmelsteiche, die weder einen Zu- noch einen Abfluss besitzen, und ihr Wasser ausschließlich aus Niederschlägen und eindringendem Grundwasser beziehen. Das Wasser ist klar, nährstoffarm und durch Nadelstreu teebraun gefärbt. Das leicht saure Wasser bietet heute den Lebensraum für eine artenreich sortierte Fauna mit Fischen wie Rotfeder und Karausche, Fröschen und zahllosen Insekten. Weiterhin finden sich im Gelände des Steinbruches Erdkröten, Ringelnattern, Kreuzottern, Wildbienen, Libellen aber auch seltene Brutvögel sowie einige Fledermausarten und Kleinsäuger. Die Flora beheimatet sowohl vielfältige, seltene Sandbodenkulturen als auch Wasserpflanzen z. B. Schilfrohr und stattliche Seerosenteppiche.

## Zugang
Das gesamte Gelände ist ganzjährig frei zugänglich, ein Bestandteil des Natura 2000-Netzwerkes und Teil des Schutzgebietes DE6632372, Kornberge bei Worzeldorf.
Durch das Wernloch führen mehrere beschilderte Wanderwege wie beispielsweise der Fränkische Jakobsweg.